# 阿尔贝·塞甘
阿尔贝·塞甘（法語：Albert Séguin，1891年3月8日—1948年5月29日），生于维埃纳，法国男子竞技体操运动员。他曾获得1924年夏季奥运会体操比赛男子团体全能银牌。他于1948年在索恩河畔自由城去世。